# بيل بي-63 كينغ كوبرا
بيل بي-63 كينغ كوبرا طائرة مقاتلة أمريكية خاضت في الحرب العالمية الثانية تم بناها وتصميمها بيل للطائرات . على الرغم من أن الطائرة كانت غير مقبولة للاستخدام القتالي من قبل سلاح الجو الأمريكي في الجيش، تم اعتماده بنجاح من قبل سلاح الجو السوفياتي.

## الروابط الخارجية
- Commemorative Air Force restoration of P-63 42-68941
- Contemporary report on Kingcobra in Flight 1944
- National Museum of the United States Air Force Fact Sheets: Bell

1. ↑  "Army Air Forces Statistical Digest: World War II" (archived). Maxwell Air Force Base. Retrieved: 21 August 2011. نسخة محفوظة 18 مارس 2020 على موقع واي باك مشين.
2. ↑  Angelucci and Matricardi 1978, p. 100.